# Юношески национален отбор на България по футбол до 19 години
Национален отбор по футбол на България (до 19 години) е младежки футболен отбор, представляващ България. Отборът е контролиран от Български футболен съюз.

## История
Национален отбор по футбол на България – до 19 години носи изключителни успехи на България на европейски първенства във възрастовата група до 19 години и други турнири. Националния отбор печели общо три титли от Европейски първенства през:1959, 1969 и 1973. Печели балканските първенства по футбол през годините:1968, 1970, 1973. Най-голямата победа на отбора е през 2012, с победата над Андора със 7:0, а най-голямата загуба е от отбора на Португалия със същия резултат през 2013 г.

## Младежка купа на УЕФА
| Година  | Място             | Домакин  | Резултат | Гост      | Бележки                                  |
| ------- | ----------------- | -------- | -------- | --------- | ---------------------------------------- |
| 1959 г. | София, България   | България | 1:0      | Италия    |                                          |
| 1969 г. | Лайпциг, Германия | България | 1:1      | ГДР       | България печели след хвълрляне на монета |
| 1974 г. |                   | България | 1:0      | Югославия |                                          |